# Parafia św. Wojciecha w Wąwolnicy
Parafia Świętego Wojciecha w Wąwolnicy – parafia rzymskokatolicka w Wąwolnicy, należąca do archidiecezji lubelskiej i dekanatu Kazimierz Dolny. Znajduje się przy ulicy Zamkowej.

## Historia
Parafię erygowano w 1325 roku.
Obecny kościół parafialny wybudowano w latach 1907–1914. Poświęcenia kościoła dokonał bp Adolf Józef Jełowicki dnia 8 września 1928 roku.

## Obszar
Parafia obejmuje miejscowości: Bartłomiejowice, Celejów, Charz A, Drzewce-Kolonia, Huta, Karmanowice, Kębło, Łąki, Łopatki-Kolonia, Łopatki, Mareczki, Niezabitów-Kolonia, Niezabitów, Obliźniak, Rogalów, Stanisławka, Wąwolnica-Kolonia, Wąwolnica, Zgórzyńskie, Zarzeka, Zawada, Zofianka.